# Steptoe and Son
Steptoe and Son was een Britse tragikomische serie geschreven door Ray Galton en Alan Simpson.
Twee handelaren in lompen, metalen en botten wonen in Oil Drum Lane, een fictieve straat in Shepherd's Bush, Londen. Tussen 1962 en 1965 werden door de BBC vier series met zevenenvijftig afleveringen uitgezonden, gevolgd door een tweede run tussen 1970 en 1974. De openingstune, Old Ned, werd gecomponeerd door Ron Grainer. De serie werd in de Verenigde Staten opnieuw gemaakt als Sanford and Son.
De serie gaat over de conflicten tussen vader en zoon. Albert Steptoe (een rol van Wilfrid Brambell als de vieze oude man) is voddenman, een handelaar in lompen en botten, die nogal groezelige manieren heeft. Daarentegen heeft zijn veertig jaar oude zoon Harold (een rol van Harry H. Corbett) meer sociale aspiraties en pretenties. De show bevat elementen van drama en tragedie, zoals Harold, die voortdurend door zijn vader tegengewerkt wordt bij het bereiken van zijn ambities. Opvallend was destijds dat gebruik werd gemaakt van serieuze acteurs in plaats van komieken. Een gevolg was wel dat de mannen vervolgens in andere komische rollen werden gecast.
De Nederlandse tegenhanger Stiefbeen en zoon met Rien van Nunen en Piet Römer werd door de NCRV-televisie met veel succes uitgezonden.